# Björn Berg
Björn Berg (* 17. September 1923 in Unterwössen im Chiemgau; † 14. Juli 2008) war ein schwedischer Zeichner, Maler und Grafiker.

## Biografie
Nach zwei Jahren an der Technischen Schule in Stockholm setzte Björn Berg sein Studium an der grafischen Abteilung der Kunstakademie fort. Er studierte außerdem bei André Lhote und Fernand Léger in Paris. Von 1927 bis 1935 wohnte er in New York.
Berg hat sich in unterschiedlichen Kontexten zeichnerisch betätigt. Am bekanntesten wurde er als Illustrator der populärhistorischen Bücher von Alf Henrikson, der Bücher Alf Prøysens über die „Frau Löffelchen“ und Astrid Lindgrens Bücher über Michel aus Lönneberga. Für seine Illustrationen in Michel aus Lönneberga erhielt er 1971 die Elsa Beskow-Plakette.
Eine der Illustrationen zu Michel erschien auf einer Briefmarke zu Astrid Lindgrens achtzigstem Geburtstag 1987. Mehr als 50 Jahre lang war Berg als Zeichner für die schwedische Tageszeitung Dagens Nyheter tätig.
Björn Berg wohnte zuletzt in Djursholm. Am 14. Juli 2008 starb er im Alter von 84 Jahren.